# Lithophane joannis
Lithophane joannis är en fjärilsart som beskrevs av Charles V. Covell och Metzler 1992. Lithophane joannis ingår i släktet Lithophane och familjen nattflyn. Inga underarter finns listade i Catalogue of Life.